# آرنولد پیرت
آرنولد پیرت (انگلیسی: Arnold Pierret) ژیمناست هنری اهل بلژیک بود.
از افتخارات وی میتوان به کسب مدال برنز تیمی سیستم سوئدی مردان در بازی‌های المپیک تابستانی ۱۹۲۰ اشاره کرد.